# Garnacha (uva)

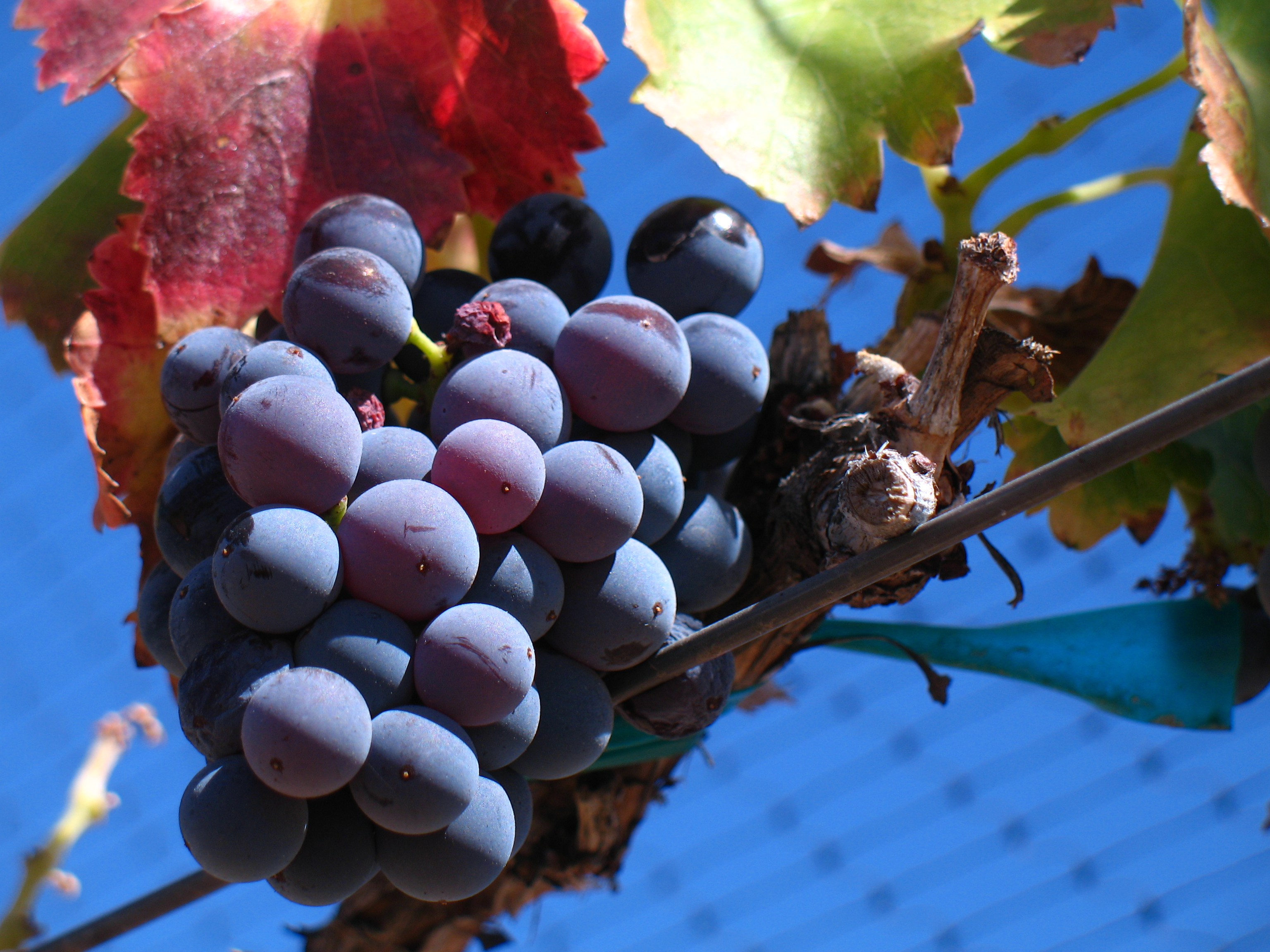
Racimo de garnacha tinta.

La garnacha (en francés grenache) es una de las uvas de vino tinto más ampliamente plantadas del mundo. Se habla simplemente de la garnacha para referirse a la tinta o noir, aunque ésta tiene una serie de parientes que también cuentan con una gran difusión, destacando la garnacha blanca, la garnacha peluda y la garnacha tintorera.
La garnacha madura tarde, por lo que necesita condiciones secas y cálidas como las que pueden encontrarse en España, de donde seguramente es originaria. También crece en Cerdeña, en el sur de Francia, en Australia, en el valle de San Joaquín de California, en Argentina en la provincia de Salta con suelos similares al Ródano francés y en Uruguay en la zona vinícola de Montevideo y Canelones.
Es generalmente picante, con un sabor suave en el paladar, y produce vinos con una graduación alcohólica relativamente alta, pero se necesita controlar los rendimientos de los viñedos para obtener los mejores resultados.
Los perfiles característicos de la garnacha incluyen sabores a frutas rojas (frambuesa y fresa) con una nota sutil a pimienta blanca. Los vinos de garnacha son altamente propensos a la oxidación, incluso con ejemplares jóvenes que tienen potencial para mostrar una coloración parda (o bricking) que se puede notar por los laterales de la copa cuando se inclina para valorar el vino. Con la edad, los vinos de garnacha tienden a asumir más sabores a cuero y alquitrán. Los vinos elaborados con garnacha tienden a una carencia de acidez, taninos y color, y a menudo se mezcla con otras variedades como syrah, cariñena, tempranillo y cinsaut.
La garnacha es una de las variedades dominantes en muchos de los vinos del sur del Ródano, especialmente en Châteauneuf-du-Pape, donde suele estar en el 80 % de las mezclas. En España hay vinos monovarietales de garnacha tinta, sobre todo en las regiones vitícolas del sur de Aragón, como Calatayud, Cariñena y el Campo de Borja, pero también se usa mezclada, como en algunos vinos de La Rioja con tempranillo.
En Australia se mezcla normalmente con syrah (normalmente conocida como shiraz en ese país) y mourvèdre, como en ejemplares de vinos viejos de McLaren Vale. En Italia, la DOC Cannonau di Sardegna (Cerdeña) está compuesta por ley al 99 % por la garnacha local (cannonau).
La garnacha también se usa para hacer vinos rosados en Francia y España, sobre todo en el Tavel, en Côtes du Rhône y en la región de Navarra y La Rioja. El alto nivel de azúcar de la garnacha ha permitido que se use habitualmente para vinos fortificados, incluyendo los vins doux naturels (vinos dulces naturales) del Rosellón y de Banyuls, y para la mayoría de los vinos australianos fortificados.

## Historia
La uva garnacha se originó en la región de Aragón, en el norte de España, de acuerdo con las pruebas ampelográficas. Uno de los primeros sinónimos de la vid era "tinto aragonés" (o tinto de Aragón).  Aunque anteriormente se pensaba que las plantaciones se propagaron desde el lugar de nacimiento original a los territorios de la corona de Aragón, como Cerdeña y el Rosellón, en el sur de Francia, recientes descubrimientos arqueológicos han demostrado que en Cerdeña, donde esta uva se conoce como Cannonau, la elaboración de esta variedad para producir vino remonta a hace 3000 años. La garnacha ya estaba bien difundida a ambos lados del Pirineo cuando la región de Rosellón fue anexionada por Francia. A partir de ahí la vid se abrió camino a través de Languedoc y al sur de la región del Ródano, donde quedó bien asentada en el siglo XIX. A pesar de su preponderancia en las cercanas regiones de Navarra y Cataluña, la garnacha no fue plantada ampliamente en La Rioja hasta principios del siglo XX, cuando se replantaron los viñedos después de la epidemia de filoxera.
La garnacha fue una de las primeras variedades que llegó a Australia en el siglo XVIII y, finalmente, se convirtió en la variedad de uva de vino tinto más plantada del país hasta que fue superada por la shiraz a mediados de 1960. La garnacha australiana fue un componente principal los vinos dulces fortificados, que fueron el eje central en los inicios de la industria vinícola australiana. En el siglo XIX, los viticultores de California apreciaron la capacidad de la vid para producir altos rendimientos y soportar el calor y la sequía. La uva fue plantada ampliamente en todo el cálido valle de San Joaquín, donde se utiliza principalmente como un componente de mezcla para vinos dulces y pálidos. A finales del siglo XX, el movimiento Rhone Rangers quiso producir vino de alta calidad de garnacha y mezclas de vino al estilo del Ródano cuando los vinos de garnacha dominaban el Châteauneuf-du-Pape. En el siglo XX, la garnacha fue una de las primeras vitis vinifera que se vinificó con éxito durante los comienzos del desarrollo de la industria del vino de Washington, con un vino rosado del valle de Yakima que logró una mención en el tratado del historiador del vino León Adams titulado Los vinos de América.

## Viticultura
La vid de garnacha se caracteriza por su fuerte dosel de madera y su crecimiento hacia arriba. Tiene buena tolerancia al viento (lo que es útil con los vientos norteños cierzo y mistral, que influencian las regiones de Aragón y del Ródano) y se muestra preparada para los climas secos y de vientos cálidos del Mediterráneo. La vid brota temprano y requiere una larga estación de crecimiento para madurar por completo. La garnacha es a menudo una de las últimas uvas en ser cosechadas, madurando a veces semanas antes de la cabenet sauvignon. El largo proceso de maduración permite que la uva alcance unos altos niveles de azúcar, haciendo a los vinos de garnacha capaces de alcanzar altos niveles de alcohol, a menudo de al menos un 15 %. Mientras que la vid es generalmente vigorosa, es susceptible a varias enfermedades de la uva que pueden afectar a la calidad y al rendimiento de la producción de la uva, como el coulure, la putrefacción y el mildiu, debido a lo apretado de los racimos de la vid. Los climas marginales y húmedos pueden incrementar la propensión de la garnacha a desarrollar estos problemas en la viticultura. La resistencia de la vid a la sequía depende del tipo de injerto que se plante, aunque a todos les viene bien un poco de estrés hídrico.
La garnacha prefiere suelos secos y calientes que estén bien drenados pero se adapta relativamente bien a todos los suelos de viñedos. En el sur de Francia, la garnacha se nutre de suelos de esquisto y granito y responde bien al suelo pedregoso de Châteauneuf-du-Pape, con un área de cantos rodados que retienen bien el calor. En el Priorato, los suelos de esquisto de la región retienen la suficiente agua para permitir a los productores evitar la irrigación en las secas regiones vitícolas. Los viñedos con un exceso de irrigación tienden a producir vinos de color pálido con sabores diluidos y un exceso de alcohol. La piel de la garnacha es delgada y con pigmentos luminosos, produciendo vinos con un color pálido y pocos taninos. Las vides antiguas con pocos rendimientos pueden incrementar la concentración de compuestos fenólicos y producir vinos más oscuros y tánicos como los que se pueden encontrar en la región del Priorato de España, donde los rendimientos son a menudo de entre 5 y 6 hectólitros por hectárea. El control del rendimiento está íntimamente ligado con la calidad del vino resultante, con rendimientos por debajo de los 35 hl/ha, como se hace en muchas fincas de Châteauneuf-du-Pape, produciendo vinos muy diferentes con rendimientos cercanos a los 50 hl/ha, lo que es la base del rendimiento para los vinos con Appellation d'Origine Contrôlée (AOC) Côtes du Rhône.
El fuerte dosel de madera de la vid garnacha hace al vino difícil de cosechar con cosechadoras mecánicas, requiriendo equipos de poda y más mano de obra. En zonas vitícolas muy mecanizadas, como Australia y California, esto ha contribuido a disminuir la popularidad de esta vid.

### Mutaciones y cruces
A lo largo de los siglos, la vid de garnacha ha producido mutaciones con uvas de todo rango de colores. Mientras la garnacha tinta o noir es la más conocida, la garnacha blanca o blanc es una variedad de uva muy importante en Francia, donde es la cuarta variedad de uva blanca más plantada después de la ugni blanc, la chardonnay y la semillón. Al igual que la garnacha tinta, se permite esta variedad en las mezclas de Châteauneuf-du-Pape. En el sur de Francia y en Cerdeña, las mutaciones de garnacha rosa y garnacha gris se encuentran también en la elaboración de vinos rosados pálidos y vinos blancos ligeramente tintados.
La garnacha peluda es una variante de la garnacha que evolucionó para desarrollar vello en la parte inferior de sus hojas para proteger la vid de la transpiración en climas calientes, "como la pelusa correspondiente en el romero y otras plantas mediterráneas". En comparación con su pariente más ampliamente plantado, produce vinos con menos alcohol y con más acidez, que muestran notas picantes y más sabrosas a medida que envejecen. No fue ampliamente replantada después de la filoxera, ya que no se adapta bien a hacer el vin deux naturelle (vino dulce natural) que estaban "de moda" en ese momento.
La vid conocida como garnacha tintorera (teinturier), también conocida como alicante bouschet, es un cruce de garnacha y petite bouschet. En 1961, un cruce entre la garnacha y la cabernet sauvignon produjo la uva del vino francesa marselan.

## Vinificación

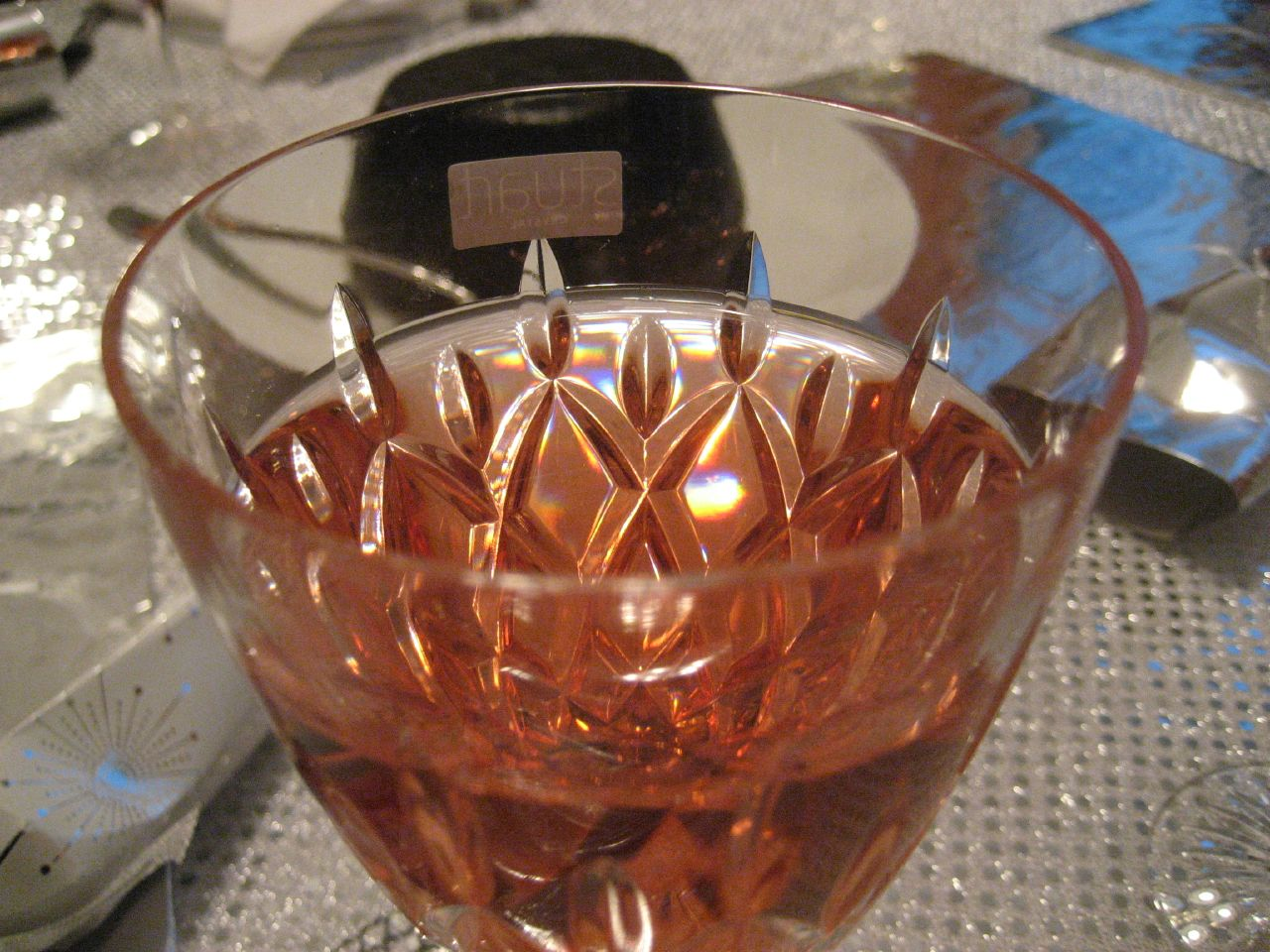
La fina piel y la falta de compuestos fenólicos que den colorido hace de la garnacha una variedad útil para la producción de pálidos vinos rosados.

La garnacha se usa a menudo como un componente de mezcla, añadiendo cuerpo y dulzor de frutas al vino. La uva puede dar algunos problemas al productor debido a la tendencia a oxidarse fácilmente y a perder color. Para compensar el bajo contenido en taninos y compuestos fenólicos de la uva, algunos productores usan una intensa presión y una fermentación en caliente con los tallos para extraer la máxima cantidad de color y fenoles de las pieles. Esto puede ser contraproducente, al producir un vino grueso con sabores a hierbas verdes y astringente que lastre la característica vibrante y afrutada de la uva. Para mantener estas características, la garnacha responde mejor a una larga y lenta fermentación a temperaturas frías seguida por un periodo de maceración. Para evitar la oxidación, el vino debe ser sacudido lo menos posible. El uso de barriles de roble nuevos puede ayudar a frenar la oxidación y a mantener el color pero demasiada influencia del roble puede tapar la frutalidad de la garnacha.
Los altos niveles de azúcares y la escasez de taninos, hace que la garnacha bien adaptada a la producción de vinos fortificados, como los vin deux naturelle del Rosellón y los vinos al estilo de Oporto (port-style) de Australia. En estos vinos, el mosto fermenta durante 3 días antes de que se le añada aguardiente de uva para detener la fermentación y la conversión del azúcar en alcohol. El alto contenido espirituoso de uva puede traer vinos con hasta un 15 o un 16 % de alcohol. Estos vinos se pueden hacer con un estilo "rancio" dejándolo a la intemperie en damajuanas de vidrio o en barriles de madera donde el vino se cuece al sol durante varios años hasta que desarrolla un carácter maderero y sabores de pasas agrias, nueces y queso. Estos vin deux naturelle fortificados y los vinos port-style tienen una gran longevidad y pueden ser consumidos hasta en tres décadas.

## Sinónimos de la garnacha tinta

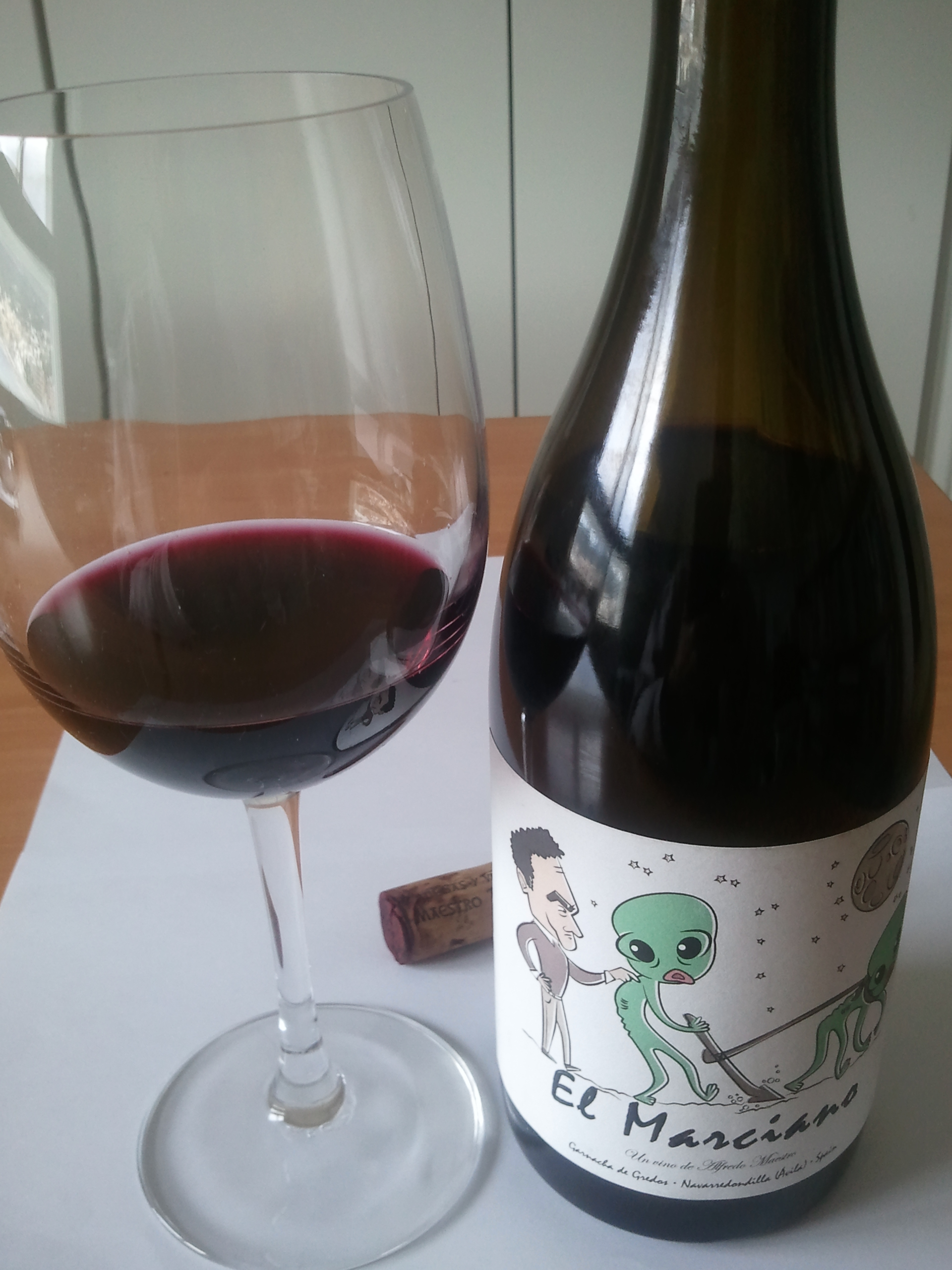
Un vino 100% garnacha, de Navarredondilla, Ávila, España.

Al estar muy extendida por el mundo, se trata de una de las variedades de uva con más sinónimos: abundante, aleante, aleante di rivalto, aleante poggiarelli, alicant blau, alicante, alicante grenache, aragonés, bernacha negra, bois jaune, cannonaddu, cannonaddu nieddu, cannonao, cannonau selvaggio, canonau en Alguer, cannonau en Cerdeña, cañonazo, carignan rouge, carignane rosso, carinagne rosso, elegante, francese, garnaccho negro, garnacha común, garnacha negra, garnacho negro, garnacha roja o garnacha gris en Castilla y León y Cataluña, garnatxa negra, garnatxa país, garnatxo o garnatjo en el Maresme y el departamento francés de Pirineos Orientales, giró o gironet en Mallorca, granaccia, granatxa en el Priorato, granaxa, grenache en Francia, California y Australia, grenache noir, grenache rouge, kek grenache, lladoner, lladoner negro, lledoner en el Ampurdán, mencida, navaro, navarra, navarre de la dordogne, navarro, negru calvese, nieddu, negrella en Valencia, ranconnat, red grenache, redondal, Retagliad, retaglidau nieddu, rivesaltes, roussillon, rousillon tinto, rouvaillard, sans pareil, santa María de alcántara, tentillo, tintella, tintilla, toledana, tinto aragonés, tinto menudo, tinto navalcarnero, tinto navarro, tocai rosso, toccai rosso y uva di spagna, vernatxa en el Maestrazgo y las Tierras del Ebro.

## Regiones vitícolas
La garnacha es una de las uvas más plantadas en el mundo, destacando Francia y España. A finales del siglo XX, el total de acres de garnacha en España ha ido en declive con la actualización de los viñedos para introducir especies más de moda, como tempranillo, cabernet sauvignon y merlot. Entre finales de los años 1980 y 2004, las plantaciones españolas de garnacha cayeron de las 170 000 ha a las 82,300 ha, permitiendo a Francia, con sus 95 700 ha, asumir el puesto como mayor productor de garnacha. En el 2000, la garnacha fue la tercera variedad de uva de vino tinto más plantada en Francia, detrás de la merlot y la cariñena. Con la ayuda de los viveros franceses, la garnacha se ha convertido en la cuarta vid más propagada con de 23 millones de esquejes vendidos desde 1998, de acuerdo con el ampelógrafo francés Pierre Galet.

### España

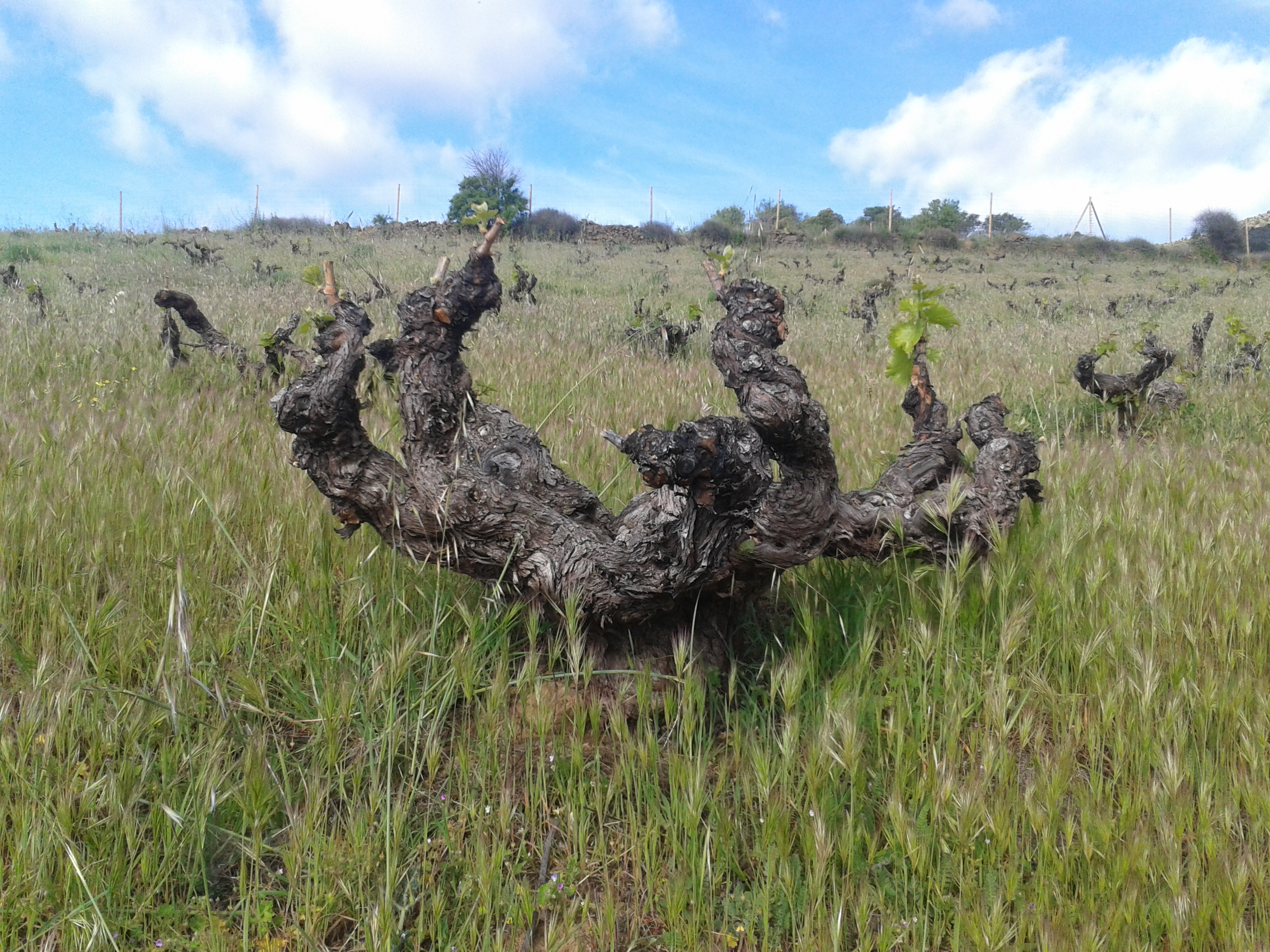
Cepa vieja de garnacha en las cercanías de Cebreros, provincia de Ávila, España.

La garnacha se considera en España uva de vino y de mesa.
Hay algunas variedades de garnacha con la piel delgada y color oscuro, siendo la garnacha tinta la más común. Otra variedad, conocida como garnacha peluda debido a la textura peluda bajo las hojas de la vid, también se encuentra en España, siendo común en Borja y Cariñena, en Aragón, comunidad autónoma donde el vino de garnacha ha sido tradicionalmente el más producido. Comparada con su prima más ampliamente plantada, produce vinos con una menor cantidad de alcohol y una mayor acidez que muestran notas picantes y sabrosas a medida que envejecen.
Plantada ampliamente en el noreste y el centro de España, la garnacha fue considerada una uva de baja calidad apta para ser mezclada. A finales del siglo XX, el éxito de los vinos de garnacha del Priorato en Cataluña (así como la emergente atención internacional dada por el vino Nuevo Mundo de los Rhone Rangers) provocó una revaluación de esta variedad. Hoy es la tercera uva tinta más ampliamente plantada en España (detrás de la tempranillo y la bobal) con más de 82 300 ha y aparece en vinos de esa variedad y en mezclas.
La garnacha se usa en las zonas de Denominación de Origen Calificada de la Rioja y  Priorato, además de en las áreas montañosas al suroeste de Madrid, al norte de la provincia de Toledo (D.O. Méntrida) y en Cebreros (Ávila). Otras regiones vitícolas con considerables plantaciones de garnacha incluyen Costers del Segre, L'Empordá-Costa Brava, La Mancha, Madrid, Panadés, Somontano, Tarragona, Terra Alta.
En España, y según la Orden APA/1819/2007, es una variedad recomendada en las comunidades autónomas de Aragón, Castilla-La Mancha, Castilla y León (también se la conoce aquí como garnacha gris o garnacha roja), Cataluña (donde también se la conoce como garnatxa tinta o lladoner tinto, garnacha roja o garnacha gris), Extremadura, Madrid, País Vasco y Comunidad Valenciana (donde también se la conoce como gironet). Está autorizada en las comunidades autónomas de Andalucía, Baleares, Cantabria y La Rioja. Por lo tanto, quitando Galicia, Asturias, la Región de Murcia y Canarias, puede cultivarse en el resto del país. Se utiliza prácticamente en todas las denominaciones de origen de Cataluña, en la de Viñedo de Languedoc-Rosellón, y en la de Requena. Es la uva protagonista a su vez de una gran mayoría de los vinos rosados de la D.O. Navarra.
Una variedad que deriva posiblemente de la adaptación de la garnacha a la isla de Mallorca es el manto negro, cultivado sobre todo en la D.O. Binissalem.

#### Aragón
Aragón, de donde se cree que procede la uva, concentra la mayor superficie de garnacha en España, con 16 201 ha plantadas. La garnacha es la variedad dominante en la región y es típicamente usada para producir variedades de vino únicas. Aunque a mediados del siglo XX la garnacha era una variedad para afrontar la elaboración de una gran cantidad de vino, en los últimos 20 años una nueva generación de productores han tomado una nueva aproximación, controlando el rendimiento, tomando ventaja a las vides antiguas (de 30 a más de 100 años), y aplicando técnicas modernas en cominación con las antiguas tradiciones para incrementar la concentración. La Denominación de Origen de Calatayud (el 91 % de su producción es de garnacha) posee los viñedos de mayor altitud de garnacha y su DO es la única que define a las "vides antiguas" (mínimo 35 años). En la DO Campo de Borja, las vides de garnacha de más de 30 años y su cosecha manual son comunes; las uvas suelen tener unos tonos a pasas, a mermelada de frutas y generan un grado de alcohol de un 14-14,5 %. La DO Cariñena tiene la mayor superficie de viñedos en la región, con 4500 hectáreas, muchas de las cuales son vides antiguas. Aunque algunos de vinos de la DO Somontano se producen ahora con variedades de uva internacionales, algunos de los viñedos más antiguos a grandes altitudes siguen usando la tradicional garnacha.

#### Rioja
En La Rioja, la uva se planta mayoritariamente en la más cálida Rioja Baja. Normalmente mezclada con tempranillo, la garnacha aporta una jugosa fructosidad y le añade cuerpo. En los años recentes, los productores modernos de Rioja han incrementado la cantidad de garnacha usada en las mezclas para producir un Rioja que madure antes y que sea más aprovechable en su juventud. La garnacha también se usa en los pálidamente coloreados vinos rosados de Rioja.

#### Navarra
La vid tiene una larga historia en la región de Navarra, donde ha sido la uva tinta dominante con cerca del 54 % de los viñedos de la región plantados con garnacha. En comparación con la vecina La Rioja, los vinos realizados con mezclas de garnacha de Navarra son más ligeros y afrutados, lo que los hace indicados para un consumo temprano.

#### Priorato

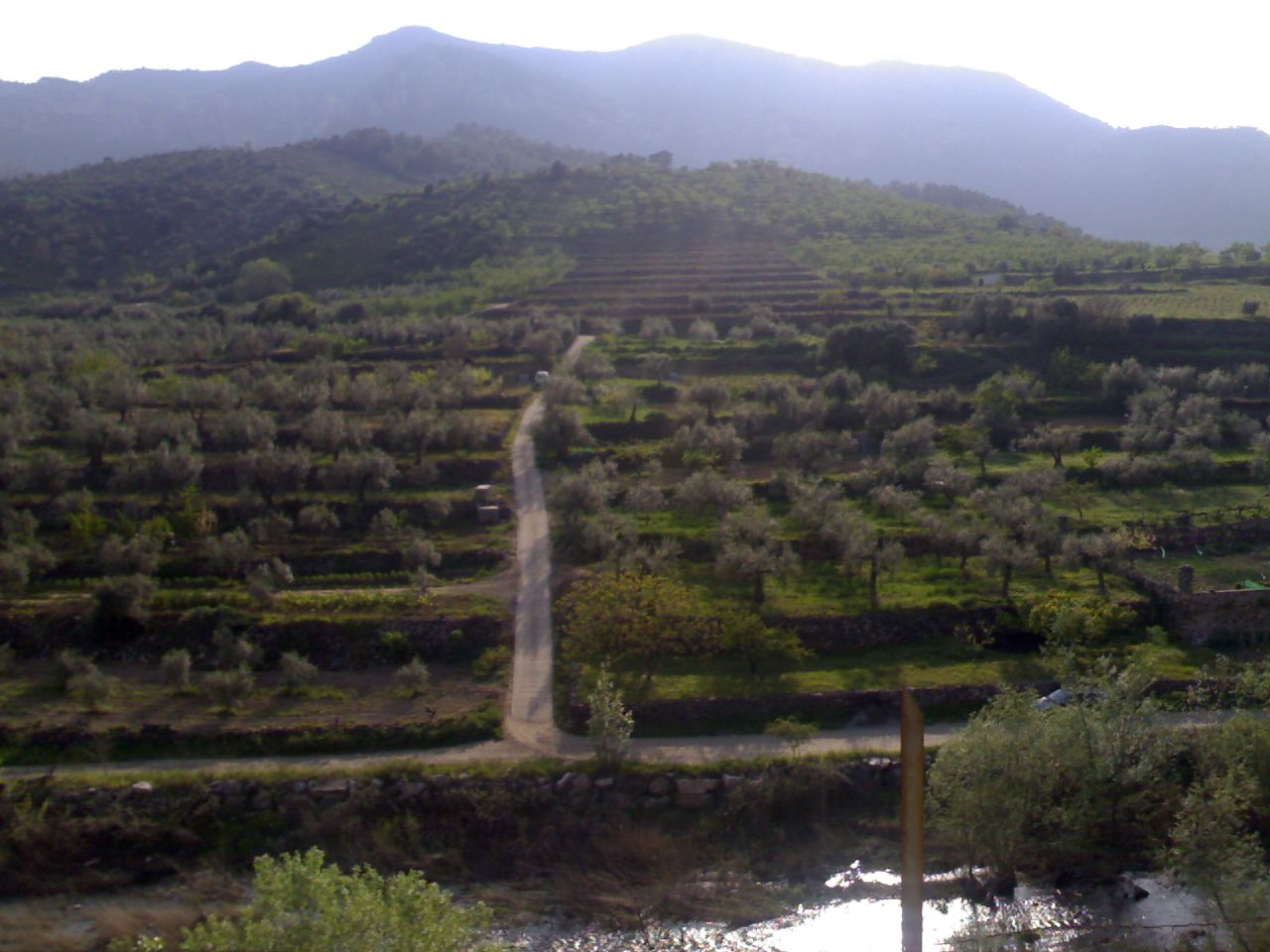
Ladera en el Priorato.

Los ampelógrafos creen que la garnacha ha tenido presencia en la región catalana del Priorato desde hace algunos cientos de años (posiblemente, cerca de 800 años), pero desde los años 1990 la vieja garnacha de la región ha generado mucha atención. Un grupo de ambiciosos productores jóvenes redescubrieron el arbusto de vid de bajo rendimiento de garnacha plantado a través de los suelos con llicorella (esquisto marrón) del Priorato. Esta combinación de vides extremadamente antiguas (la media de edad en muchos de los viñedos está entre los 35 y los 60 años) plantadas en los pasos de las terrazas y los suelos con muy bajos rendimientos (en torno a los 5-6 hectólitros por hectárea) hace del vino del Priorato un vino denso, con riqueza concentrada y un color oscuro con apreciables taninos. El vino tradicional del Priorato puede tener un color casi negro y requiere de años de envejecimiento antes de que pueda aprovecharse para beberlo.
Cerca del 40% de toda la tierra de viñedos del Priorato está plantada de garnacha y la mayor parte del resto es carignan, aunque los acres de cabernet sauvignon, syrah y merlot se han incrementado antes del 2000, cuando los productores modernos planearon mezclar estas variedades para añadir complejidad. Algunos de estos vinos de estilo moderno del Priorato tienden a mostrar un suave sabor a mora en su juventud y a lo largo del tiempo desarrollan notas de higos y alquitrán.

### Francia

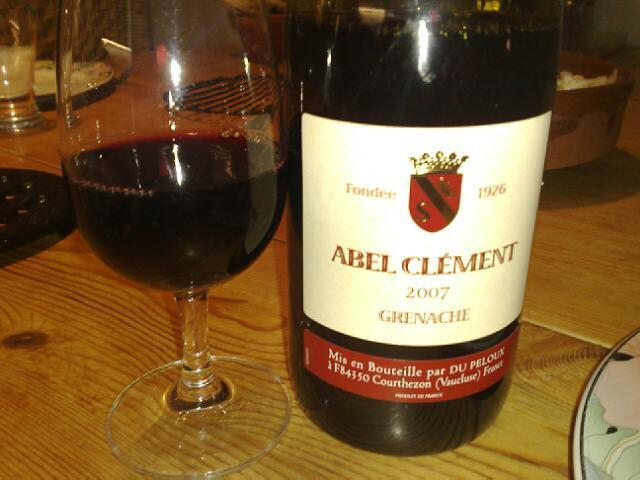
Muchos de los vinos franceses usan esta uva mezclada con otras variedades, aunque hay algunos que solo están realizados con garnacha.

En Francia, la garnacha se asocia a menudo con los vinos del Ródano y del sur de Francia. Su historia en el Ródano puede trazarse desde la influencia de los mercaderes de los vinos borgoñones en los siglos XVII y XVIII, quienes buscaron una variedad de mezcla para añadir cuerpo y contenido alcohólico a sus vinos de cuerpo ligero. La garnacha es propensa para vinos con alto contenido en alcohol y es de alto rendimiento, encajando bien y siendo ampliamente plantada en el Châteauneuf-du-Pape y en las regiones de Gigondas y Vacqueyras. Hoy, la garnacha es plantada mayormente en la zona del Languedoc-Rosellón, donde es a menudo mezclada con carignan, cinsaut, syrah y mourvèdre. La vid también tiene plantaciones de cierto tamaño en el departamento de Drôme. La fuerza de la vid, la dureza de su madera y la afinidad con el emparrado permitieron introducirla en las zonas influenciadas por la mistral de Châteauneuf-du-Pape y Gigondas, al sur del Ródano. En Châteauneuf-du-Pape, la garnacha negra es la variedad más común de las 13 variedades permitidas, aunque algunos productores en los últimos años han estado usando una mayor proporción de mourvèdre. La garnacha produce un vino dulce que puede tener una consistencia de mermelada cuando está muy madura. La syrah se mezcla normalmente para producir color y notas picantes, mientras que la mourvèdre puede añadir elegancia y estructura al vino.
La piel fina de la uva y su color pálido la hace bien adaptada para la producción de vinos afrutados, rosados y con un buen cuerpo. La garnacha es la principal uva para rosados detrás de los rosados de tavel y lirac y juega un papel importante en la región de la Provenza. En el Rosellón, la garnacha tinta y sus mutaciones de garnacha gris y garnacha blanca, son usadas en la producción de los vin doux naturelle fortificados de Banyuls y Maury. La característica del vino francés realizado a base de garnacha depende de la selección de las uvas con las que se mezcla y puede ir de la riqueza en picante asociada con los de Châteauneuf-du-Pape a la frutalidad correosa asociada con vinos de las villas de Côtes du Rhône. Otras regiones conplantaciones de tamaño considerable de garnacha incluyen las regiones AOC de Minervois, Fitou y Corbières.

### Otras regiones del mundo
En Cerdeña, Italia, la garnacha es conocida más comúnmente como cannonau, siendo una de las principales uvas de la isla. Realizan vinos de colores intensos, con cuerpo y que normalmente mantienen niveles del alcohol de en torno el 15 %. La DOC Cannonau di Sardegna (Cerdeña) es por ley el 99 % de garnacha local (cannonau). Fuera de Cerdeña, la garnacha también se encuentra en Sicilia, Umbría (en el área del lago Trasiemo) y Calabria. La garnacha ha crecido en Israel desde el siglo XIX y fue durante un tiempo una uva importante en la industria del vino argelino. Hoy sigue habiendo algunos productores en Marruecos prodiciendo vinos rosados de garnacha. También hay plantaciones de cierto tamaño de ganarcha en Chipre y en algunas islas griegas. En Argentina y Uruguay esta uva se usa para elaborar un vino de solera, el mismo solía ser muy usado en elaboración de postres, como tortas y sambayon.

#### Australia

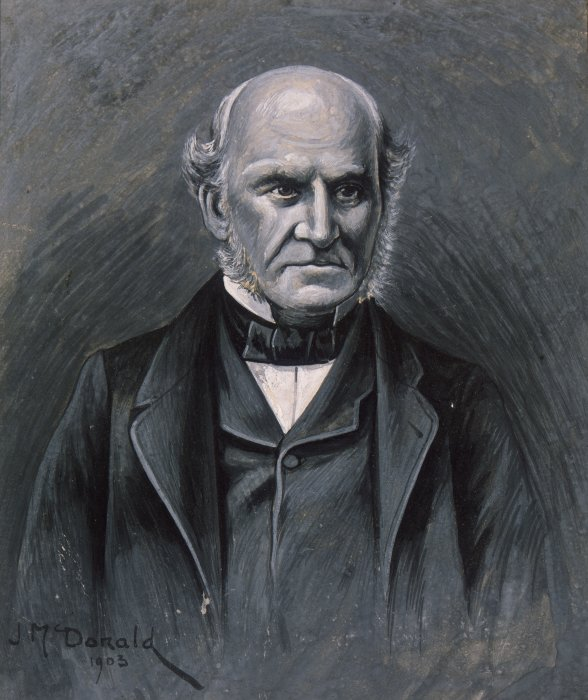
La garnacha fue una de las variedades de uva introducidas en Australia por James Busby.

En 1832 llegó a Australia un clon de Perpiñán con la colección de James Busby. No obstante, fue más importante la introducción de nuevos esquejes del sur de Francia en el sur de Australia por Christopher Rawson Penfold en 1844. Las plantaciones en el sur de Australia fueron en auge, sobre todo en McLaren Vale, en el valle Barossa y el valle Clare. Hasta mediados del siglo XX, la garnacha era la variedad de uva de vino tinto más plantada en Australia con plantaciones significativas en la vasta región de Riverland, donde era componente vital en los vinos port-style fortificados de la primera industria australiana. Como los enólogos australianos comenzaron a concentrarse en los vinos "premium", la garnacha cayó poco a poco en desuso siendo suplantado por la shiraz y, posteriormente, por la cabernet sauvignon en los viñedos australianos. A finales del siglo XX y principios del XXI hubo un nuevo interés por la garnacha con viejas plantaciones de vid en el sur de Australia que se utiliza para producir vinos de la variedad garnacha, así como mezclas entre garnacha, syrah y mourvèdre, que fueron cada vez más populares. La garnacha del McLaren Vale se caracteriza por un rico sabor y notas picantes, mientras la garnacha del valle Barossa se caracteriza por notas de mermelada e intensa frutosidad.

#### Estados Unidos

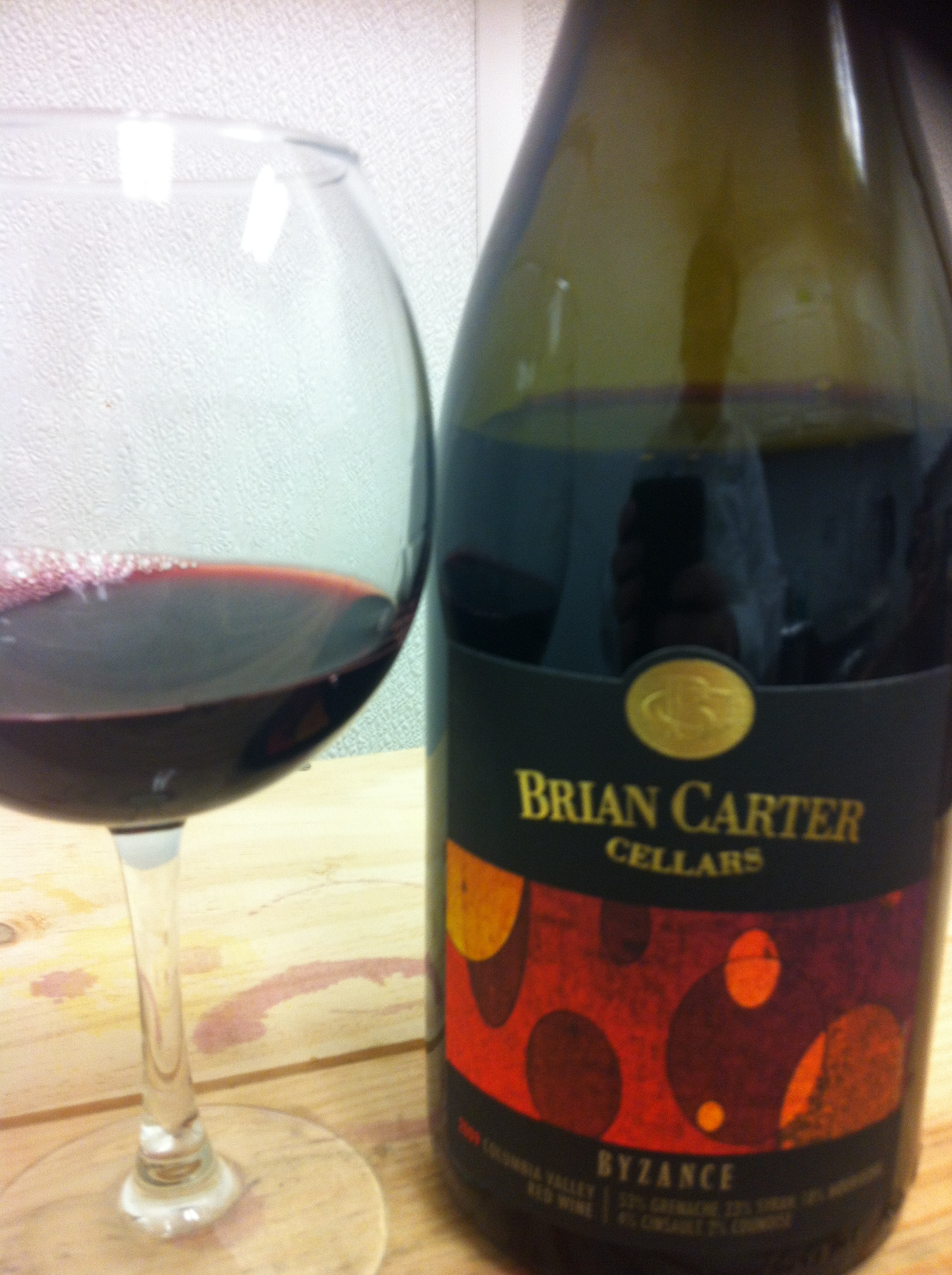
Un vino de garnacha del estilo de los del Ródano realizado en el estado de Washington.

En la primera industria vitícola californiana, el alto rendimiento alcohólico de la garnacha la hizo un componente de mezcla ideal para la producción de vino de garrafa. Las primeras plantaciones se centraron en el cálido valle de San Joaquín, donde la uva se benefició de su tolerancia al calor y a la sequía. Fue usado primero para producir un vino de garnacha blanco, de color pálido y dulce, con características similares al white zinfandel. A finales del siglo XIX hubo un reavivado interés en la variedad encabezado por el movimiento Rhone Ranger. Estos productores importaron nuevos esquejes del valle del Ródano para plantar en las zonas más frías de la Costa Central del Área Vitícola Americana (AVA) para la producción de vino de garnacha "premium" y vinos mezclados al estilo del ródano. Algunas antiguas plantaciones históricas de vid garnacha en el condado de Mendocino también han generado interés en los años recientes. A comienzos del siglo XX la garnacha fue una de las primeras "vitis víferas" en ser vinificada de forma exitosa durante el temprano desarrollo del vino de Washington con un vino rosado de Yakima Valley de 1966 que ganó una mención en el tratado Los Vinos de América del historiador del vino Leon Adams. A pesar de su larga historia, la garnacha ha sido una variedad de uva minoritaria en Washington pero se han incrementado las plantaciones en los años recientes debido al movimiento Rhone Ranger en el estado. Las plantaciones más antiguas en Horse Heavin Hills y en Columbia Gorge, del AVA, también han empezado a generar cierto interés.

#### Otras regiones
A pesar de ser una de las uvas de vino tinto más ampliamente plantadas, la colonización del Nuevo Mundo de la garnacha ha sido limitada, aparte de su fuerte presencia en Australia y California. El crecimiento de su popularidad y el éxito del movimiento Rhone Ranger han dado más atención a la variedad y cada año están apareciendo más plantaciones de garnacha en lugares como México, Chile, Argentina, Uruguay y Sudáfrica.